# Delfino Pescara 1936 2018-2019
Questa voce raccoglie le informazioni riguardanti il Delfino Pescara 1936 nelle competizioni ufficiali della stagione 2018-2019.

## Stagione
L'allenatore del Pescara è Giuseppe Pillon. In Coppa Italia la squadra è stata eliminata al terzo turno dal Chievo (1-0), dopo aver battuto il Pordenone al secondo turno ai rigori 4-3, dopo il 2-2 dei 180'.
L'inizio di campionato è eccezionale, i biancazzurri ancora imbattuti conquistano la vetta della classifica alla 7ª giornata grazie alla vittoria interna sul Benevento e, dopo aver subito il primo risultato negativo per mano del Cittadella (0 a 1 casalingo), la mantegono fino alla 12ª giornata quando a seguito della sconfitta per 3-0 riportata al Barbera gli adriatici sono scavalcati in classifica proprio dal Palermo: proprio con la sconfitta riportata in Sicilia si apre per la squadra di Pillon il primo periodo di flessione nei risultati, con 1 sola vittoria (2-0 contro il Carpi) nelle successive 5 partite. Superato il turno di riposo (17ª giornata) i biancazzurri, grazie ai 2 importanti successi su Venezia e Salernitana, chiudono il girone di andata con 32 punti valevoli la 3ª piazza in classifica.
Nel girone di ritorno i biancazzurri non riescono a mantenere la media punti della prima fase di stagione: sono solo 5 i successi totalizzati su 18 partite (contro Football Club Crotone, Padova, Spezia, Palermo ed all'ultima giornata contro la Salernitana), a fronte di 8 pareggi e 5 sconfitte, sconfitte tra le quali spiccano il 5 a 1 incassato all'Adriatico da parte del Brescia (poi vincitrice del campionato) alla 22ª giornata ed il 4 a 1 nel 28º turno subito dal Cittadella.
I biancazzurri terminano la stagione regolare al 5º posto con 55 punti, accedendo al turno preliminare dei play off promozione da disputarsi contro il Cittadella: il 13 maggio il Tribunale Federale FIGC condanna il Palermo, piazzatosi 4º in campionato, alla retrocessione all'ultimo posto per illecito amministrativo.
Di conseguenza gli adriatici guadagnano una posizione in classifica e l'accesso diretto alle semifinali play-off, avversario l'Hellas Verona: a seguito dello 0 a 0 della partita di andata disputata in terra veneta. la squadra di Pillon può accedere alla finale anche con un pareggio nella match di ritorno, ma i biancazzurri escono sconfitti 0 a 1 dall'Adriatico. abbandonando così i sogni di promozione in Serie A.

## Divise e sponsor
Lo sponsor tecnico per la stagione 2018-2019 è Erreà. Gli sponsor principali sono Saquella Caffè, Liofilchem Diagnostici, Sarni e Sarni Oro. Due nuovi sponsor istituzionali unici per tutta la Serie B: Unibet come Top Sponsor posteriore e "Facile ristrutturare" sulla manica sinistra come patch.
| Casa | Trasferta | Terza divisa | Quarta divisa |

## Rosa
Rosa aggiornata al 2 febbraio 2019.
| N. |                               | Ruolo | Calciatore                |
| -- | ----------------------------- | ----- | ------------------------- |
| 1  | Italia (bandiera)             | P     | Vincenzo Fiorillo         |
| 2  | Argentina (bandiera)          | D     | Hugo Campagnaro           |
| 3  | Italia (bandiera)             | D     | Cristiano Del Grosso      |
| 5  | Francia (bandiera)            | D     | Andreaw Gravillon         |
| 6  | Italia (bandiera)             | D     | Gennaro Scognamiglio      |
| 7  | Italia (bandiera)             | A     | Leonardo Mancuso          |
| 8  | Albania (bandiera)            | C     | Ledian Memushaj           |
| 9  | Italia (bandiera)             | A     | Gaetano Monachello        |
| 10 | Guinea Equatoriale (bandiera) | C     | José Machin               |
| 11 | Italia (bandiera)             | A     | Christian Capone          |
| 12 | Albania (bandiera)            | P     | Elhan Kastrati            |
| 13 | Uruguay (bandiera)            | A     | Santiago Bellini          |
| 14 | Italia (bandiera)             | D     | Antonio Balzano           |
| 15 | Uruguay (bandiera)            | D     | Edgar Elizalde            |
| 16 | Uruguay (bandiera)            | C     | Gastón Brugman (capitano) |

| N. |                    | Ruolo | Calciatore          |
| -- | ------------------ | ----- | ------------------- |
| 17 | Italia (bandiera)  | D     | Giovanni Pinto      |
| 18 | Italia (bandiera)  | D     | Davide Bettella     |
| 19 | Italia (bandiera)  | C     | Manuel Marras       |
| 20 | Italia (bandiera)  | C     | Alessandro Bruno    |
| 22 | Italia (bandiera)  | P     | Francesco Galante   |
| 23 | Italia (bandiera)  | D     | Marco Perrotta      |
| 24 | Italia (bandiera)  | A     | Luca Forte          |
| 25 | Italia (bandiera)  | C     | Luca Crecco         |
| 26 | Italia (bandiera)  | A     | Mirko Antonucci     |
| 27 | Italia (bandiera)  | D     | Giuseppe Scalera    |
| 28 | Italia (bandiera)  | C     | Filippo Melegoni    |
| 29 | Italia (bandiera)  | C     | Ferdinando Del Sole |
| 30 | Senegal (bandiera) | C     | Franck Kanouté      |
| 31 | Italia (bandiera)  | D     | Matteo Ciofani      |
| 36 | Italia (bandiera)  | A     | Riccardo Sottil     |

## Organigramma societario
Area direttiva
- Presidente: Daniele Sebastiani
- Presidente Onorario: Vincenzo Marinelli
- Vice Presidente: Gabriele Bankowsky
- Consigliere: Roberto Druda
- Segretario Generale: Luigi Gramenzi
- Segretario Sportivo: Tonino Falcone
- Amministrazione: Elena Di Stefano

Area comunicazione e marketing
- Responsabile Area Marketing: Vincenzo De Prisco
- Area Marketing: Pietro Falconio
- Responsabile Biglietteria: Francesco Troiano
- Supporter Liaison Officer: Giovanni Potenza
- Addetto Stampa: Massimo Mucciante
- Segreteria: Catia Crocetta

Area sportiva
- Direttore sportivo: Luca Leone (fino al 28 dicembre 2018)[20]
- Direttore area tecnica: Giorgio Repetto
- Team Manager: Andrea Gessa

Area tecnica
- Allenatore: Giuseppe Pillon
- Vice Allenatore: Emanuele Pesoli
- Preparatore atletico: Giacomo Tarufo
- Preparatore dei Portieri: Gabriele Aldegani
- Match Analyst: Diego Labricciosa

Area sanitaria
- Responsabile area medica: Vincenzo Salini
- Medici sociali: Michele Abate, Ernesto Sabatini
- Responsabile staff fisioterapia: Claudio D'Arcangelo
- Recupero infortunati: Jacopo Pillon
- Fisioterapisti: Marco Rossi, Rocco Trivarelli
- Chiropratico: Tonino Salvi
- Nutrizionista: Rodolfo Bronzi

## Calciomercato

### Sessione estiva (dal 1/7 al 17/8)
| Acquisti | Acquisti             | Acquisti       | Acquisti      |
| R.       | Nome                 | da             | Modalità      |
| -------- | -------------------- | -------------- | ------------- |
| D        | Alessandro Celli     | Fidelis Andria | gratuito      |
| C        | José Machin          | Roma           | definitivo    |
| D        | Cristiano Del Grosso | Venezia        | gratuito      |
| D        | Simone Tascone       | Genoa          | gratuito      |
| D        | Giuseppe Scalera     | Bari           | gratuito      |
| D        | Daniele Celiento     | Viterbese      | gratuito      |
| A        | Nicola Russo         | Nocerina       | gratuito      |
| D        | Gennaro Scognamiglio |                | svincolato    |
| A        | Alexis Ferrante      | Brescia        | gratuito      |
| C        | Ledian Memushaj      | Benevento      | definitivo    |
| C        | Luca Crecco          | Lazio          | definitivo    |
| A        | Manuel Marras        | Trapani        | gratuito      |
| A        | Gaetano Monachello   | Atalanta       | prestito      |
| D        | Matteo Ciofani       | Frosinone      | gratuito      |
| A        | Ferdinando Del Sole  | Juventus       | prestito      |
| A        | Mirko Antonucci      | Roma           | prestito      |
| C        | Filippo Melegoni     | Atalanta       | prestito      |
| P        | Simone Farelli       |                | svincolato    |
| D        | Dario Župarić        | HNK Rijeka     | fine prestito |
| C        | Ahmad Benali         | Crotone        | fine prestito |
| D        | Cristiano Biraghi    | Fiorentina     | fine prestito |
| D        | Francesco Zampano    | Udinese        | fine prestito |

| Cessioni | Cessioni             | Cessioni     | Cessioni      |
| R.       | Nome                 | a            | Modalità      |
| -------- | -------------------- | ------------ | ------------- |
| D        | Cristiano Biraghi    | Fiorentina   | definitivo    |
| C        | Ahmad Benali         | Crotone      | definitivo    |
| D        | Dario Župarić        | HNK Rijeka   | definitivo    |
| A        | Francesco Nicastro   | Foggia       | definitivo    |
| P        | Mirko Pigliacelli    | Pro Vercelli | definitivo    |
| D        | Alessandro Crescenzi | Verona       | definitivo    |
| A        | Nicola Russo         | Aprilia      | gratuito      |
| A        | Stefano Pettinari    | Lecce        | gratuito      |
| D        | Antonio Mazzotta     | Palermo      | gratuito      |
| A        | Cristian Bunino      | Juventus     | definitivo    |
| D        | Daniele Celiento     | Catanzaro    | prestito      |
| D        | Francesco Zampano    | Frosinone    | prestito      |
| D        | Alessandro Celli     | Fano         | prestito      |
| A        | Alexis Ferrante      | Fano         | prestito      |
| D        | Simone Tascone       | Fano         | prestito      |
| C        | Mattia Proietti      | Teramo       | prestito      |
| D        | Cesare Bovo          |              | svincolato    |
| D        | Andrea Coda          |              | svincolato    |
| C        | Marco Carraro        | Inter        | fine prestito |
| C        | Luca Valzania        | Atalanta     | fine prestito |
| A        | Filippo Falco        | Bologna      | fine prestito |
| A        | Jaime Báez           | Fiorentina   | fine prestito |
| A        | Kevin Yamga          | Chievo       | fine prestito |

### Sessione invernale (dal 3/1 al 31/1)
| Acquisti | Acquisti          | Acquisti   | Acquisti   |
| R.       | Nome              | da         | Modalità   |
| -------- | ----------------- | ---------- | ---------- |
| D        | Gabriele Zappa    | Inter      | definitivo |
| C        | Alessandro Bruno  | Livorno    | gratuito   |
| D        | Andreaw Gravillon | Inter      | prestito   |
| A        | Santiago Bellini  | Wanderers  | prestito   |
| A        | Riccardo Sottil   | Fiorentina | prestito   |
| D        | Davide Bettella   | Atalanta   | prestito   |
| D        | Giovanni Pinto    | Parma      | prestito   |

| Cessioni | Cessioni          | Cessioni | Cessioni      |
| R.       | Nome              | a        | Modalità      |
| -------- | ----------------- | -------- | ------------- |
| C        | José Machin       | Parma    | prestito      |
| D        | Andreaw Gravillon | Inter    | definitivo    |
| D        | Michele Fornasier | Venezia  | prestito      |
| D        | Gabriele Zappa    | Inter    | prestito      |
| A        | Andrea Cocco      |          | svincolato    |
| C        | Andrea Palazzi    | Inter    | fine prestito |

## Risultati

### Serie B

#### Girone di andata
| Arbitro: | Ros (Pordenone) |

|                 |           |               |
| Castrovilli 30’ | Marcatori | 90+3’ Mancuso |

| Arbitro: | Massimi (Termoli) |

|                |           |             |
| Cocco 49’, 17’ | Marcatori | 68’ Porcino |

| Arbitro: | Serra (Torino) |

|              |           |                |
| Morosini 81’ | Marcatori | 88’ Monachello |

| Arbitro: | Pillitteri (Palermo) |

|               |           |  |
| Gravillon 73’ | Marcatori |  |

| Arbitro: | Nasca (Bari) |

|                  |           |            |
| Mancuso 19’, 54’ | Marcatori | 49’ Benali |

| Arbitro: | Volpi (Arezzo) |

|                             |           |                                |
| Cisco 90’ Cappelletti 90+5’ | Marcatori | 26’ Brugman 50’ (rig.) Mancuso |

| Arbitro: | Baroni (Firenze) |

|                        |           |              |
| Mancuso 37’ Machin 53’ | Marcatori | 51’ N. Viola |

| Arbitro: | Minelli (Varese) |

|               |           |                                |
| Gălăbinov 37’ | Marcatori | 9’ Mancuso 35’, 56’ Monachello |

| Arbitro: | Sacchi (Macerata) |

|  |           |             |
|  | Marcatori | 57’ Finotto |

| Arbitro: | Guccini (Albano Laziale) |

|             |           |            |
| Maniero 44’ | Marcatori | 88’ Crecco |

| Arbitro: | Di Paolo (Avezzano) |

|                                              |           |                             |
| Mancuso 3’ Gravillon 22’ Del Sole 89’, 90+6’ | Marcatori | 45+2’ Palombi 67’ Tabanelli |

| Arbitro: | Marinelli (Tivoli) |

|                                   |           |  |
| Pușcaș 37’ Murawski 86’ Moreo 87’ | Marcatori |  |

| Arbitro: | Fourneau (Roma) |

|             |           |               |
| Brugman 50’ | Marcatori | 65’ Ardemagni |

| Arbitro: | Ghersini (Genova) |

|                       |           |              |
| Verre 42’ Gyömbér 64’ | Marcatori | 52’ Melegoni |

| Arbitro: | Maggioni (Lecco) |

|                              |           |  |
| Mbaye 73’ (aut.) Mancuso 89’ | Marcatori |  |

| Arbitro: | Minelli (Varese) |

|                                 |           |             |
| Danzi 14’ Di Carmine 40’ (rig.) | Marcatori | 67’ Mancuso |

| 23 dicembre 2018 17ª giornata |  | – Turno di riposo Pescara |  |  |

| Arbitro: | Pezzuto (Lecce) |

|             |           |  |
| Brugman 74’ | Marcatori |  |

| Arbitro: | Pillitteri (Palermo) |

|                              |           |                                        |
| Pucino 13’ Vitale 36’ (rig.) | Marcatori | 52’ Scognamiglio 73’, 60’, 80’ Mancuso |

#### Girone di ritorno
| Pescara 20 gennaio 2019, ore 21,00 CET 20ª giornata | Pescara                  | 0 – 0 referto | Cremonese | Stadio Adriatico-Giovanni Cornacchia (5 759 spett.)\| Arbitro: \| Guccini (Albano Laziale) \| |
| Arbitro:                                            | Guccini (Albano Laziale) |               |           |                                                                                               |

| Livorno 27 gennaio 2019, ore 15,00 CET 21ª giornata | Livorno           | 0 – 0 referto | Pescara | Stadio Armando Picchi (5 277 spett.)\| Arbitro: \| Piscopo (Imperia) \| |
| Arbitro:                                            | Piscopo (Imperia) |               |         |                                                                         |

| Arbitro: | Aureliano (Bologna) |

|                |           |                                                                                    |
| Monachello 58’ | Marcatori | 20’ (rig.) A. Donnarumma 32’ S. Romagnoli 38’ Bisoli 90+4’, 56’ (rig.) Torregrossa |

| Arbitro: | Volpi (Arezzo) |

|          |           |                    |
| Deli 44’ | Marcatori | 67’ (rig.) Mancuso |

| Arbitro: | Rapuano (Rimini) |

|  |           |                              |
|  | Marcatori | 9’ Monachello 16’ Campagnaro |

| Arbitro: | Fourneau (Roma) |

|                   |           |  |
| Mancuso 4’ (rig.) | Marcatori |  |

| Arbitro: | Marini (Roma) |

|                    |           |             |
| Coda 44’ Volta 86’ | Marcatori | 67’ Mancuso |

| Arbitro: | Marinelli (Tivoli) |

|                        |           |  |
| Mancuso 19’ Crecco 59’ | Marcatori |  |

| Arbitro: | Pezzuto (Lecce) |

|                                     |           |                  |
| Iori 20’ Moncini 32’, 45’ Proia 83’ | Marcatori | 25’ Scognamiglio |

| Arbitro: | Illuzzi (Molfetta) |

|                  |           |            |
| Scognamiglio 58’ | Marcatori | 54’ Tutino |

| Arbitro: | Ros (Pordenone) |

|                           |           |  |
| La Mantia 13’ Mancosu 37’ | Marcatori |  |

| Arbitro: | Nasca (Bari) |

|                                             |           |                        |
| Del Grosso 6’ Memushaj 68’ Scognamiglio 86’ | Marcatori | 37’ Pirrello 37’ Moreo |

| Arbitro: | Di Paolo (Avezzano) |

|                                          |           |                    |
| Ninkovic 42’ (rig.) Ciciretti 84’ (rig.) | Marcatori | 36’ (rig.) Mancuso |

| Arbitro: | Rapuano (Rimini) |

|              |           |          |
| Memushaj 30’ | Marcatori | 70’ Vido |

| Carpi 22 aprile 2019, ore 21,00 CEST 34ª giornata | Carpi            | 0 – 0 referto | Pescara | Stadio Sandro Cabassi (2 125 spett.)\| Arbitro: \| Minelli (Varese) \| |
| Arbitro:                                          | Minelli (Varese) |               |         |                                                                        |

| Arbitro: | Abbattista (Molfetta) |

|           |           |             |
| Sottil 7’ | Marcatori | 71’ Faraoni |

| 2 maggio 2019 36ª giornata |  | – Turno di riposo Pescara |  |  |

| Arbitro: | Piccinini (Forlì) |

|                          |           |                         |
| Domizzi 78’ (rig.), rig’ | Marcatori | 21’ Brugman 75’ Mancuso |

| Arbitro: | Nasca (Bari) |

|                          |           |  |
| Bettella 78’ Ciofani 90’ | Marcatori |  |

### Play-off
| Verona 22 maggio 2019, ore 21:00 CEST Semifinali - Andata | Verona             | 0 – 0 referto | Pescara | Stadio Marcantonio Bentegodi (12 347 spett.)\| Arbitro: \| Marinelli (Tivoli) \| |
| Arbitro:                                                  | Marinelli (Tivoli) |               |         |                                                                                  |

| Arbitro: | Abbattista (Molfetta) |

|  |           |                       |
|  | Marcatori | 73’ (rig.) Di Carmine |

### Coppa Italia
| Arbitro: | Di Martino (Teramo) |

|                                                     |                      |                                                    |
| Brugman 45’ Cocco 69’                               | Marcatori            | 68’ (rig.) Burrai 79’ Magnaghi                     |
| Brugman Monachello Machin Gravillon Bunino Proietti | Tiri di rigore 4 – 3 | De Agostini Burrai Bombagi Ciurria Stefani Bertoli |

| Arbitro: | Mazzoleni (Bergamo) |

|               |           |  |
| N. Rigoni 55’ | Marcatori |  |

## Statistiche

### Statistiche di squadra
Statistiche aggiornate al 26 maggio 2019.
| Competizione | Punti       | In casa | In casa | In casa | In casa | In casa | In casa | In trasferta | In trasferta | In trasferta | In trasferta | In trasferta | In trasferta | Totale | Totale | Totale | Totale | Totale | Totale | DR |
| Competizione | Punti       | G       | V       | N       | P       | Gf      | Gs      | G            | V            | N            | P            | Gf           | Gs           | G      | V      | N      | P      | Gf     | Gs     | DR |
| ------------ | ----------- | ------- | ------- | ------- | ------- | ------- | ------- | ------------ | ------------ | ------------ | ------------ | ------------ | ------------ | ------ | ------ | ------ | ------ | ------ | ------ | -- |
| Serie B      | 55          | 18      | 11      | 5       | 2       | 28      | 17      | 18           | 3            | 8            | 7            | 22           | 29           | 36     | 14     | 13     | 9      | 50     | 46     | +4 |
| Play-off     | -           | 1       | 0       | 0       | 1       | 0       | 1       | 1            | 0            | 1            | 0            | 0            | 0            | 2      | 0      | 1      | 1      | 0      | 1      | -1 |
| Coppa Italia | Terzo Turno | 1       | 0       | 1       | 0       | 2       | 2       | 1            | 0            | 0            | 1            | 0            | 1            | 2      | 0      | 1      | 1      | 2      | 3      | -1 |
| Totale       | 55          | 20      | 11      | 6       | 3       | 30      | 20      | 20           | 3            | 9            | 8            | 22           | 30           | 40     | 14     | 15     | 11     | 52     | 50     | +2 |

### Andamento in campionato
| Giornata  | 1  | 2 | 3 | 4 | 5 | 6 | 7 | 8 | 9 | 10 | 11 | 12 | 13 | 14 | 15 | 16 | 17 | 18 | 19 | 20 | 21 | 22 | 23 | 24 | 25 | 26 | 27 | 28 | 29 | 30 | 31 | 32 | 33 | 34 | 35 | 36 | 37 | 38 |
| --------- | -- | - | - | - | - | - | - | - | - | -- | -- | -- | -- | -- | -- | -- | -- | -- | -- | -- | -- | -- | -- | -- | -- | -- | -- | -- | -- | -- | -- | -- | -- | -- | -- | -- | -- | -- |
| Luogo     | T  | C | T | C | C | T | C | T | C | T  | C  | T  | C  | T  | C  | T  | r  | C  | T  | C  | T  | C  | T  | T  | C  | T  | C  | T  | C  | T  | C  | T  | C  | T  | C  | r  | T  | C  |
| Risultato | N  | V | N | V | V | N | V | V | P | N  | V  | P  | N  | P  | V  | P  | r  | V  | V  | N  | N  | P  | N  | V  | V  | P  | V  | P  | N  | P  | V  | P  | N  | N  | N  | r  | N  | V  |
| Posizione | 11 | 4 | 6 | 3 | 2 | 2 | 1 | 1 | 1 | 1  | 1  | 1  | 1  | 2  | 2  | 3  | 4  | 4  | 2  | 2  | 3  | 3  | 4  | 4  | 3  | 4  | 3  | 4  | 4  | 4  | 4  | 5  | 4  | 4  | 4  | 4  | 4  | 4  |

Fonte:  Serie B, su calcio.com.
Legenda:

Luogo: C = Casa; T = Trasferta. Risultato: V = Vittoria; N = Pareggio; P = Sconfitta.